# 桑格阿姆内尔
桑格阿姆内尔（Sangamner），是印度马哈拉施特拉邦Ahmadnagar县的一个城镇。总人口61958（2001年）。

## 人口
该地2001年总人口61958人，其中男性31679人，女性30279人；0—6岁人口7887人，其中男4152人，女3735人；识字率75.96%，其中男性为80.30%，女性为71.42%。